# 淀粉糖化

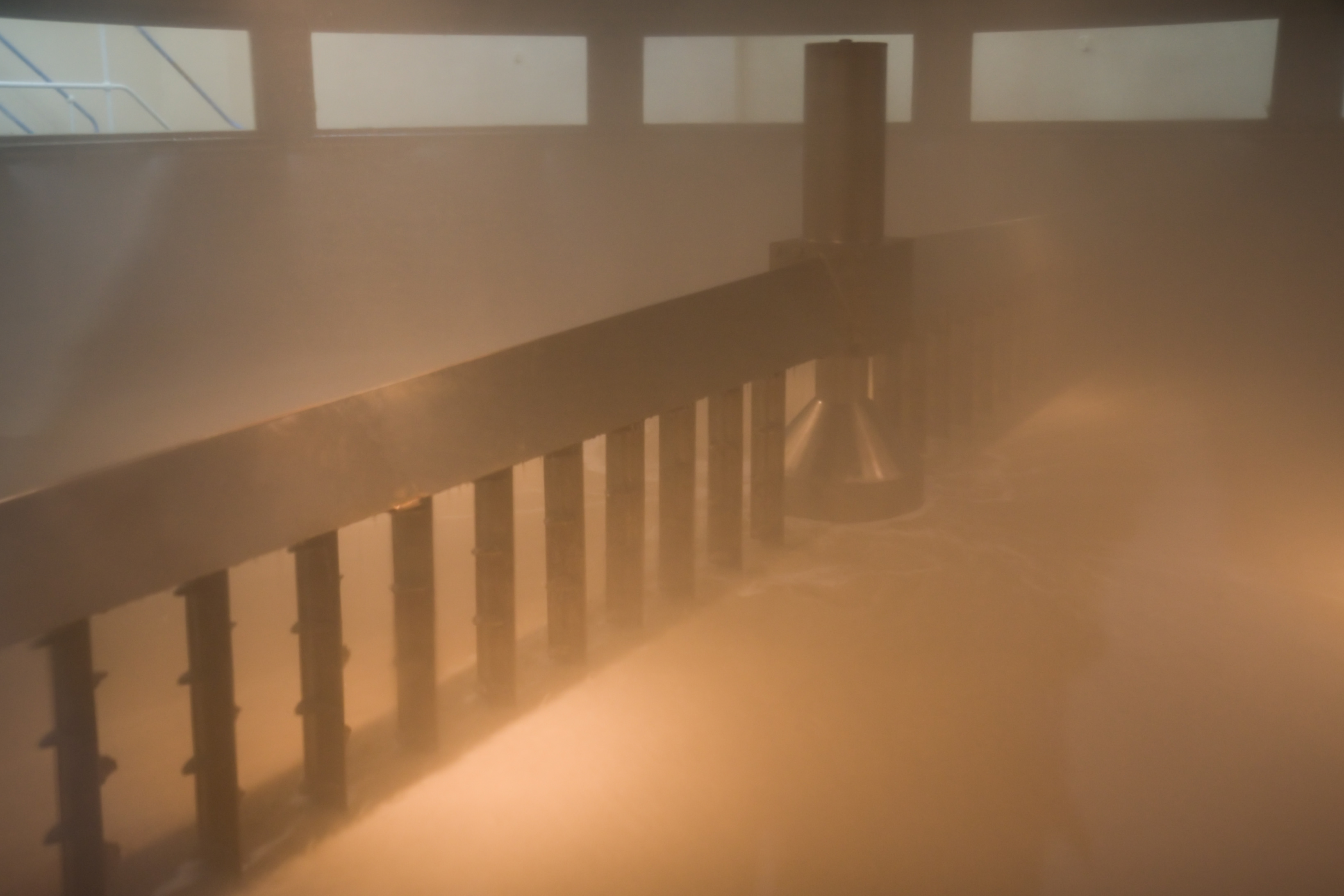
苏格兰威士忌蒸馏工艺使用的糖化桶内部，图为搅拌机构。

在酿酒和蒸馏工艺中，糖化是指将碾磨后的谷物（通常是混合有玉米、高粱、黑麦或小麦的大麦芽）与水混合，并将混合物加热并保持在恒定温度（常见温度有45℃、62℃和73℃），以使麦芽中的酶将淀粉分解为食糖（通常为麦芽糖），进而产生麦芽汁的过程。